# Yallankoro-Soloba
Yallankoro-Soloba is een gemeente (commune) in de regio Sikasso in Mali. De gemeente telt 11.300 inwoners (2009).